# Dasineura aromaticae
Dasineura aromaticae är en tvåvingeart som först beskrevs av Ephraim Porter Felt 1909.  Dasineura aromaticae ingår i släktet Dasineura och familjen gallmyggor. Inga underarter finns listade i Catalogue of Life.